# Mustafar
Mustafar je fiktivní planeta ze světa Star Wars. Je to vulkanická planeta pokrytá lávou a stovkami aktivních sopečných kráterů. 

## Události na Mustafaru
V epizodě III – Pomsta Sithů se zde utkali Obi-Wan Kenobi a Anakin Skywalker. Obi-Wan chce svého bývalého žáka zachránit z moci Temné strany Síly. Záhy po přistání na Mustafaru však pozná, že se Anakin změnil a během krátkého okamžiku dojde mezi nimi k souboji, v němž Obi-Wan definitivně ztratí jakoukoliv víru na Anakinovu záchranu. Mladý Skywalker je při souboji připraven o tři ze svých končetin. Když spadle příliš blízko proudu lávy, je těžce popálen. Na pomoc se mu vydá Imperátor a sitský lord Darth Sidious, který ho odveze na Coruscant a pokusí se ho zachránit. 